# 上野正道
上野 正道（うえの まさみち、1974年4月29日 - ）は、日本の教育学者。上智大学教授。専門は、学校教育学、教育哲学。学位は、博士（教育学）（東京大学・2008年）。

## 略歴
1974年東京都生まれ。1998年上智大学文学部教育学科卒業。2005年東京大学大学院教育学研究科総合教育科学専攻博士課程単位取得退学。
ブリティッシュ・コロンビア大学客員准教授、ルクセンブルク大学客員研究員、上海師範大学研究員などを経て、2018年大東文化大学文学部教授退任後、上智大学総合人間科学部教育学科教授・学科長、一般社団法人東アジア教育研究所所長、学校法人きのくに子どもの村学園理事、山東師範大学客員教授、西北大学客員教授、済南大学客員教授、東京大学・早稲田大学・慶應義塾大学・東京藝術大学等講師など兼任。

## 著書

### 単著
- 『学校の公共性と民主主義ーーデューイの美的経験論へ』（東京大学出版会、2010年）
- 『民主主義への教育ーー学びのシニシズムを超えて』（東京大学出版会、2013年）
- 『Democratic Education and the Public Sphere: Towards John Dewey’s Theory of Aesthetic Experience』（Routledge、2016年）
- 『School Reform and Democracy in East Asia』（Routledge、2021年）
- 『ジョン・デューイーー民主主義と教育の哲学』（岩波新書、2022年）
- 『学校的公共性与民主主义——走向杜威的审美经验论』（赵卫国訳、山东教育出版社、2022年）

### 共著
- 『教育学のグランドデザイン』（八千代出版、2010年）
- 『学校という対話空間ーーその過去・現在・未来』（北大路書房、2011年）
- 『新たな時代の道徳教育』（八千代出版、2012年）
- 『ワークショップと学びーーまなびを学ぶ』（東京大学出版会、2013年）
- 『東アジアの未来をひらく学校改革ーー展望と挑戦』（北大路書房、2014年）
- 『教育思想史』（慶應義塾大学出版会、2016年）
- 『西洋教育思想史』（慶應義塾大学出版会、2016年）
- 『新・教育学のグランドデザイン』（八千代出版、2017年）
- 『改訂版教職用語辞典』（一藝社、2019年）
- 『教育思想史〈改訂版〉』（慶應義塾大学出版会、2020年）
- 『西洋教育思想史〈第2版〉』（慶應義塾大学出版会、2020年）
- 『アクティベート教育学01 教育原理』（ミネルヴァ書房、2020年）
- 『民主主義と教育の再創造――デューイ研究の未来へ』（日本デューイ学会、2020年）
- 『Manabi and Japanese Schooling: Beyond Learning in the Era of Globalisation』（Routledge、2020年）

### 監修
- 『教えることの再発見』（ガート・ビースタ著、東京大学出版会、2018年）
- 『シニシズム』（アンスガー・アレン著、2021年）
- 『1冊で学位　心理学 : 大学で学ぶ知識がこの1冊で身につく』（ニュートンプレス、2021年）
- 『1冊で学位　芸術史 : 大学で学ぶ知識がこの1冊で身につく』（ニュートンプレス、2021年）
- 『1冊で学位　哲学 : 大学で学ぶ知識がこの1冊で身につく』（ニュートンプレス、2021年）
- 『教育にこだわるということ――学校と社会をつなぎ直す』（ガート・ビースタ著、2021年）

### 訳書
- ルドルフ・ラサーン『ドイツ教育思想の源流ーー教育哲学入門』（東信堂、2002年）
- 『デューイ著作集６教育１学校と社会、ほか』（東京大学出版会、2019年）
- 『デューイ著作集７教育２明日の学校、ほか』（東京大学出版会、2019年）

### 共訳著
- 『民主主義を学習するーー教育・生涯学習・シティズンシップ』（勁草書房、2014年）

### その他
- 『日本のデューイ研究と21世紀の課題』（世界思想社、2010年）
- 『东西方交汇中的中日文学与思想――共同纪念国际学术研讨会论文集』（社会科学文献出版会、2016年）